# Gouvernement Pensa

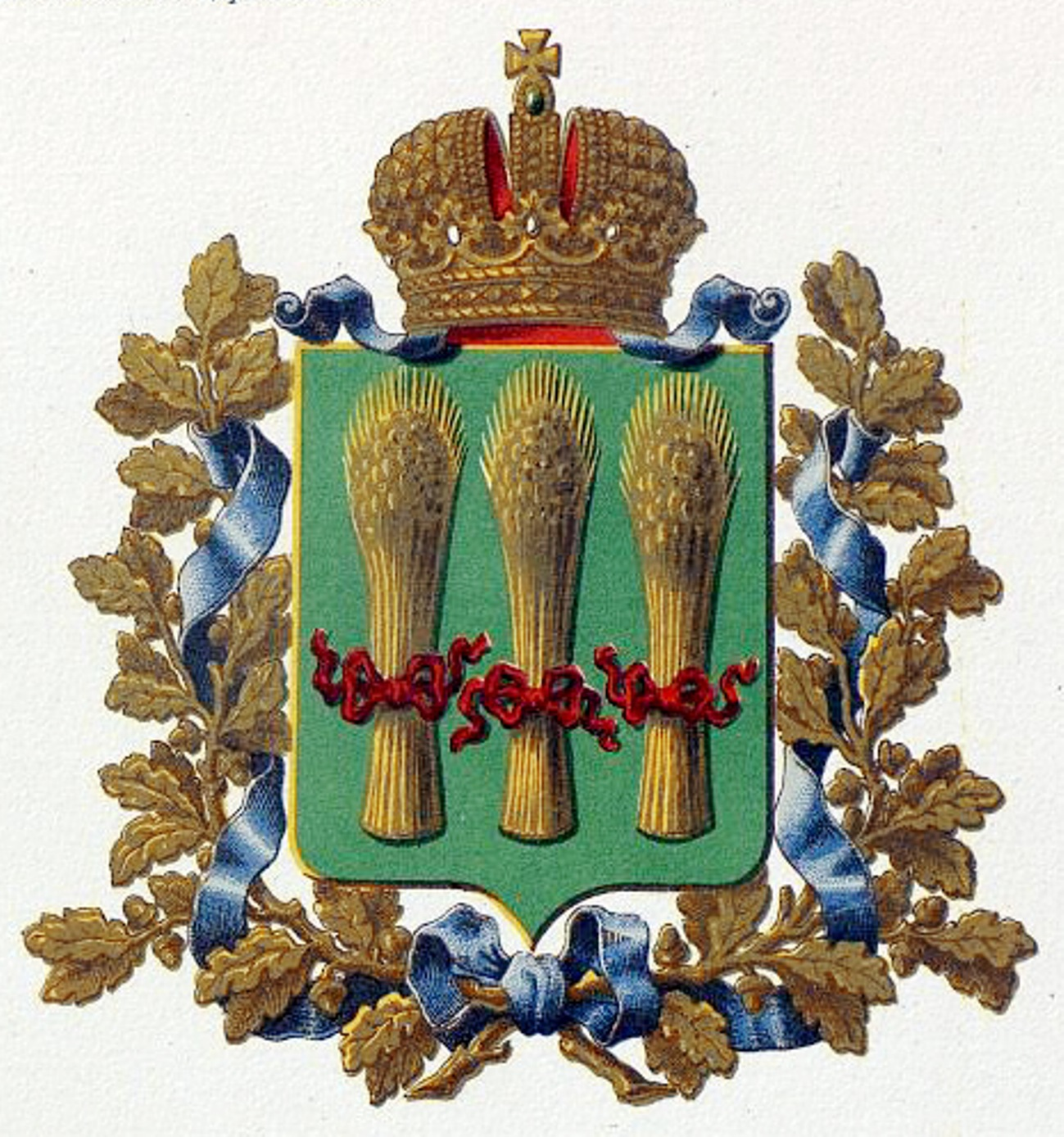
Wappen des Gouvernements

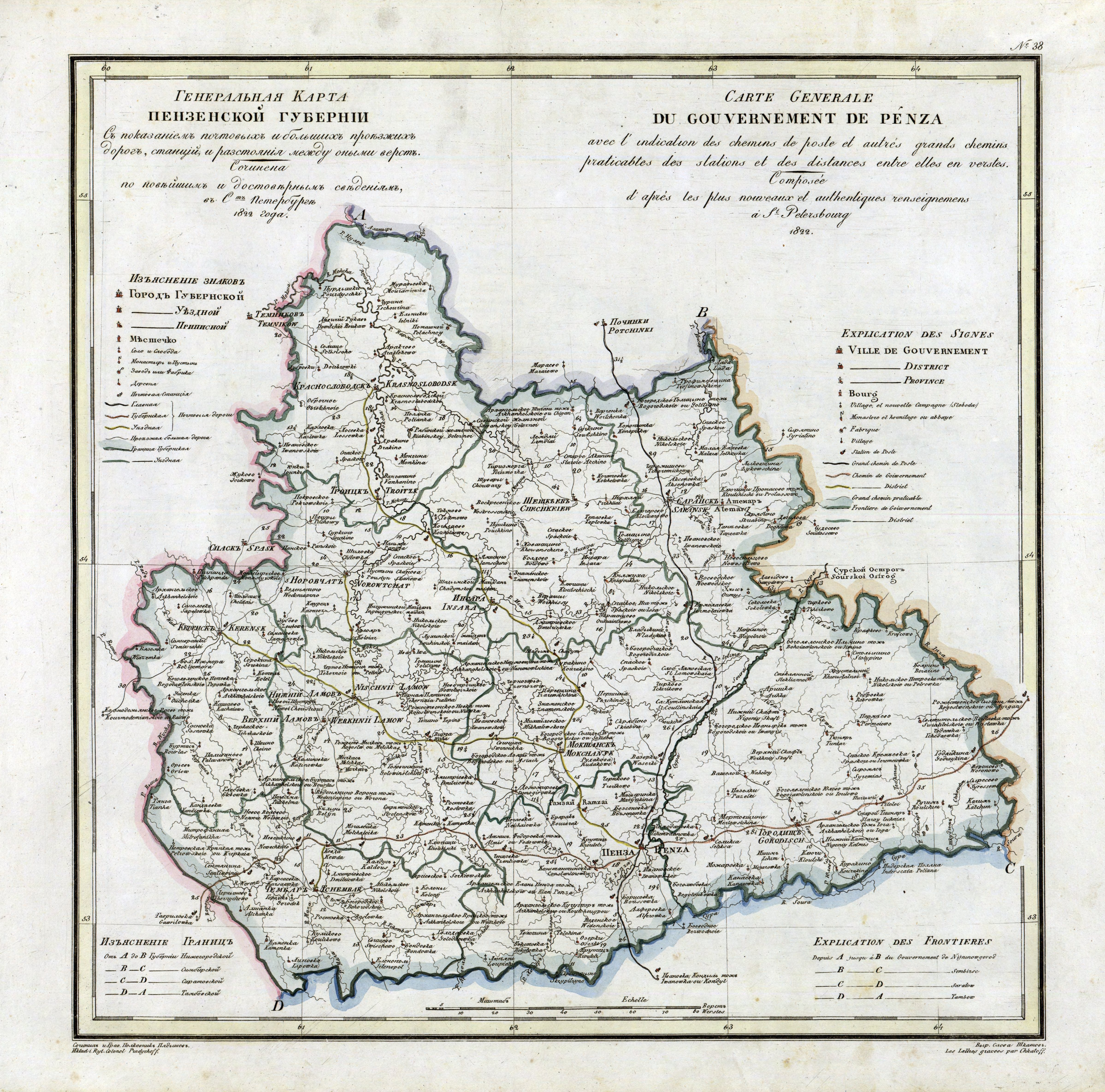
Karte aus 1822 (Russisch-Französisch)

Das Gouvernement Pensa (russisch Пензенская губерния Pensenskaja gubernija) war eine Verwaltungseinheit des Russischen Reiches im mittleren Teil des Landes. Es grenzte an die Gouvernements Nischni Nowgorod, Simbirsk, Saratow und Tambow. Nach heutigen Begriffen deckt es sich ungefähr mit der Oblast Pensa und der Republik Mordwinien.
Es hatte eine Fläche von 38.840,6 km², Hauptstadt war Pensa.
Es wurde 1780 als Statthalterschaft gegründet und 1801 in das spätere Gouvernement umgewandelt. Es existierte bis 1928, als es in der Oblast Untere Wolga aufging.
Um 1900 zerfiel es in zehn Ujesdy (Kreise):
- Gorodischtsche
- Insar
- Kerensk (heute Wadinsk)
- Krasnoslobodsk
- Mokschany
- Narowtschat
- Nischni Lomow
- Pensa
- Saransk
- Tschembar (heute Belinski)

## Statistik
Nach der Volkszählung von 1897 hatte das Gouvernement 1.470.474 Einwohner. Die Einwohnerschaft bestand größtenteils aus Russen, daneben gab es 187.862 Mordwinen und 58.530 Tataren. Mit Ausnahme von etwa 4 % Moslems gehörten die Einwohner der Russisch-Orthodoxen Kirche an.
Die Ernte betrug 1902 8.300 t Weizen, 596.300 t Roggen, 290.800 t Hafer, 31.800 t Erbsen, 11.900 t Buchweizen und 389.000 t Kartoffeln. Daneben wurde Lein- und Hanfsaat gezogen, auch etwas Tabak. An Vieh zählte man 1902 321.000 Pferde, 335.000 Stück Hornvieh, 238.000 feinwollige und 838.000 grobwollige Schafe und 118.000 Schweine. Daneben gab es Bienenzucht und Gemüsebau. An Mineralschätzen gab es Kreide, Sandstein, Torf und Ton, auch wurde etwas Schwefelkies gewonnen und verhüttet. Die Industrie war schwach entwickelt. Man zählte 1900 2718 gewerbliche Betriebe mit 16.719 Arbeitern und etwa 22 Millionen Rubel Produktionswert. Den Hauptteil hatte daran die Branntweinbrennerei und die Tuchfabrikation.